# 聖学院アトランタ国際学校
聖学院アトランタ国際学校（せいがくいんアトランタこくさいがっこう、英語: Seigakuin Atlanta International School）は、米国ジョージア州、アトランタの北東のピーチツリーコーナーズにあった私立国際初等学校。聖学院大学の学校法人により運営されていた、いわゆる私立在外教育施設の1つであった。アトランタ都市圏で日本の文部科学省の認定を受けている唯一の学校であった。1990年に創設されてから2003年まで、オグルソープ大学が所有するディカーブ郡ブルックヘイブンの校舎を借りていたが、2003年に現校舎に移動した。2018年に閉校するまで校長を務めたエイハーンみな子（Minako Oki Ahearn）は2008年4月に就任した。

## 歴史
初めは1990年3月、ジョージア州アトランタに聖学院アトランタ・インターナショナルスクール・インク（Seigakuin Atlanta International School, Inc.）が設立され、同年9月5日、幼稚園と小学校として開校した。当初の児童数は、幼稚園が16名、小学校1年生から4年生までが7名の、合計23名であった。
学校はアトランタ北部に、オグルソープ大学が所有するディカーブ郡ブルックハーヴェン旧ジムチェリー小学校の校舎を借りて開校したが、開校までにはかつての国連大使、アメリカ合衆国下院議員で、当時はアトランタ五輪招致委員を務めていたアトランタ市長、アンドリュー・ヤング（Andrew Young）の協力もあったという。旧ジムチェリー小学校の校舎は後にPATHアカデミー（PATH Academy）というチャーター・スクールの校舎になっていた。
1993年4月には中学校も開校、奨学金制度を開始した。翌年、日本文部科学省が同校を在外教育施設として認定した。8月には天皇・皇后アトランタを訪問し、児童らが出迎えをしていた。さらにアメリカNECから、教育への使用を目的としてパソコン40台が寄贈された。アトランタ・ジャーナル＝コンスティテューションの記者シェレル・イーヴァンズ（Sherrell Evans）によると、多くの人々は現地の高校やニューヨーク州、テネシー州の私立日本人ボーディングスクール（慶應義塾ニューヨーク学院、テネシー明治学院高等部）に進学した。
その後の生徒数の減少に伴って1998年、中学校入学者の募集が停止された。
2002年時点では1学年毎に7人から8人の生徒がいた。同年にグイネット郡の元第一ルーマニア・バプテスト教会（First Romanian Baptist Church）への校舎移転計画が持ち上がり、翌年3月に新しい校舎を購入した後、4月に移転を実施した。2007年には新しい教学棟が完成した。
2016年、校長のエイハーンみな子は私立学校のコスト増を理由にチャーター・スクール設立を模索した。エイハーンは2018年に開校したジョージア・チャーター学院（International Academy of Georgia）で理事を務めた。
2017年、聖学院アトランタ国際学校の理事会は日本法人聖学院が援助できなくなったことを理由として2018年度終業日をもって閉校することを発表した。

## 教育制度
聖学院アトランタ国際学校の児童・生徒は、希望すれば日本の聖学院に編入が可能であるほか、英国にある在外教育施設・立教英国学院への推薦入学も考慮されていた。学校は校名の各単語の頭文字等をとって、「セインツ（SAIntS）」とも自称していた。
カリキュラムは文部科学省のものを使用するほか、英語については自前のカリキュラムを使用していた。幼稚園までは時間割の9割で日本語を使用した。英語は5歳からと日本の制度よりもはるかに早い時期に始まっていた。

## 生徒数
開校当初の児童数は、幼稚園が16名、小学校1年生から4年生までが7名、合計23名であった。同年12月には30人まで増えた。当時の生徒はその大半が日本生まれで、家族がアメリカに3年から4年間在住した後帰国するケースが多かった。生徒の両親は日本の会社員が多く、帰国した後も子供が日本の教育制度に適応できるようにしたいため、子供を日本人学校に入学させた。
1992年には生徒数が62人まで増え、うち75%は日本国籍で日本への帰国予定がある生徒だった。1994年には75人に増え、うち2割はアメリカ人（片親が日本人か、両親とも日本人ではない生徒）だった。アメリカ人生徒が増えた背景には、アメリカ人の親が当時知名度の高かった日本の教育に興味を持ち、子供に日本の文化を学ばせたいといった理由があった。